# Медресе ан-Насіра Мухаммада
Медресе ан-Насіра Мухаммада — це медресе та мавзолей, розташовані в районі Байн аль-Касрайн на вулиці аль-Муїз у Каїрі, Єгипет. Він був побудований на честь мамлюцького султана ан-Насіра Мухаммада ібн Калавуна, але його будівництво почалося ще між 1294 і 1295 роками під час правління султана аль-Аділа Кітбуги, який був султаном між першим і другим правлінням ан-Насіра Мухаммада.
Коли ан-Насір Мухаммад повернувся на престол у 1299 році, він керував його будівництвом до його завершення в 1303 році.
Комплекс примикає до колишньої лікарні та похоронного комплексу султана Калавуна та пізнішого медресе султана Баркука.

## Історична довідка
Ан-Насір Мухаммад був дев'ятим мамелюцьким султаном Єгипту, молодшим сином султана Калавуна, і жив з 1285 по 1341 рік. Інавгурований як султан тричі, з 1293 по 1294, з 1299 по 1309 і з 1309 по 1341 роки.
Ан-Насір Мухаммад розпочав багато громадських робіт, таких як будівництво каналів, площ, медресе та мечетей.
Це медресе було започатковано султаном аль-Аділем Кітбугою, який правив з 1294 по 1296 рр. (між першим і другим правлінням ан-Насіра Мухаммада), але його перейняв і завершив аль-Насір Мухаммад під час його другого правління (1299—1309).
Історик ан-Нувайрі записує, що аль-Аділ Кітбуга побудував мавзолей разом із молитовним айваном, а ан-Насір Мухаммад завершив будівництво будівлі та додав мінарет.
Інший історик аль-Макрізі повідомляє, що аль-Аділ Кітбуга керував будівництвом будівлі до верхньої частини смуги написів, а ан-Насір Мухаммад виконав решту будівництва. Комплекс був урочисто відкритий у 1303 році, коли був доданий мінарет.
Ан-Насір Мухаммад ніколи не був похований у мавзолеї, названому на його честь. Він боявся заворушень після своєї смерті через суперництво між його емірами, і вирішив бути таємно похованим у мавзолеї свого батька — мавзолеї султана Калавуна. Однак це є місце поховання його матері Бінт Сукбай та його сина Анука.

## Архітектура

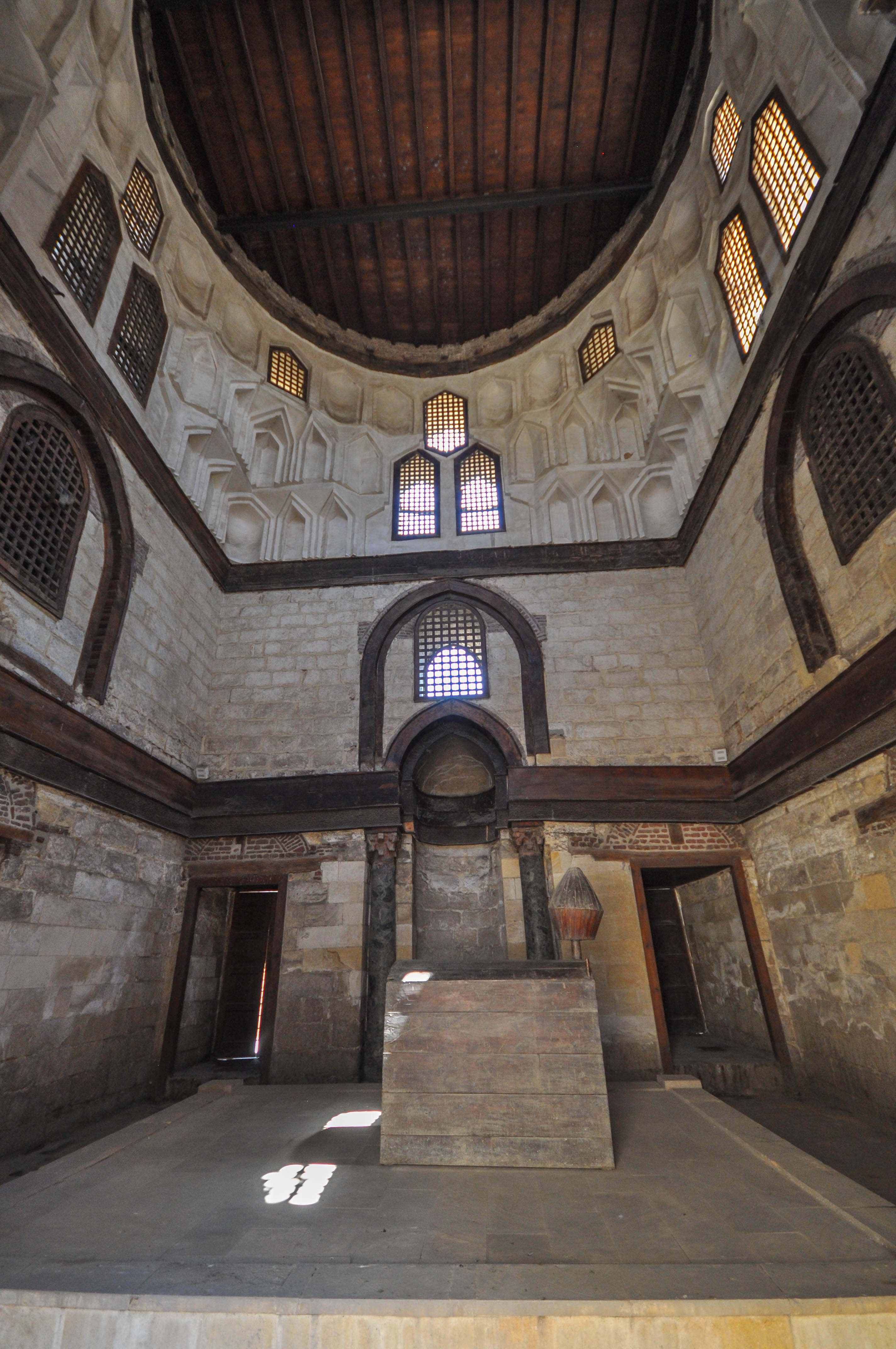
Інтер'єр мавзолею

### Загальний огляд

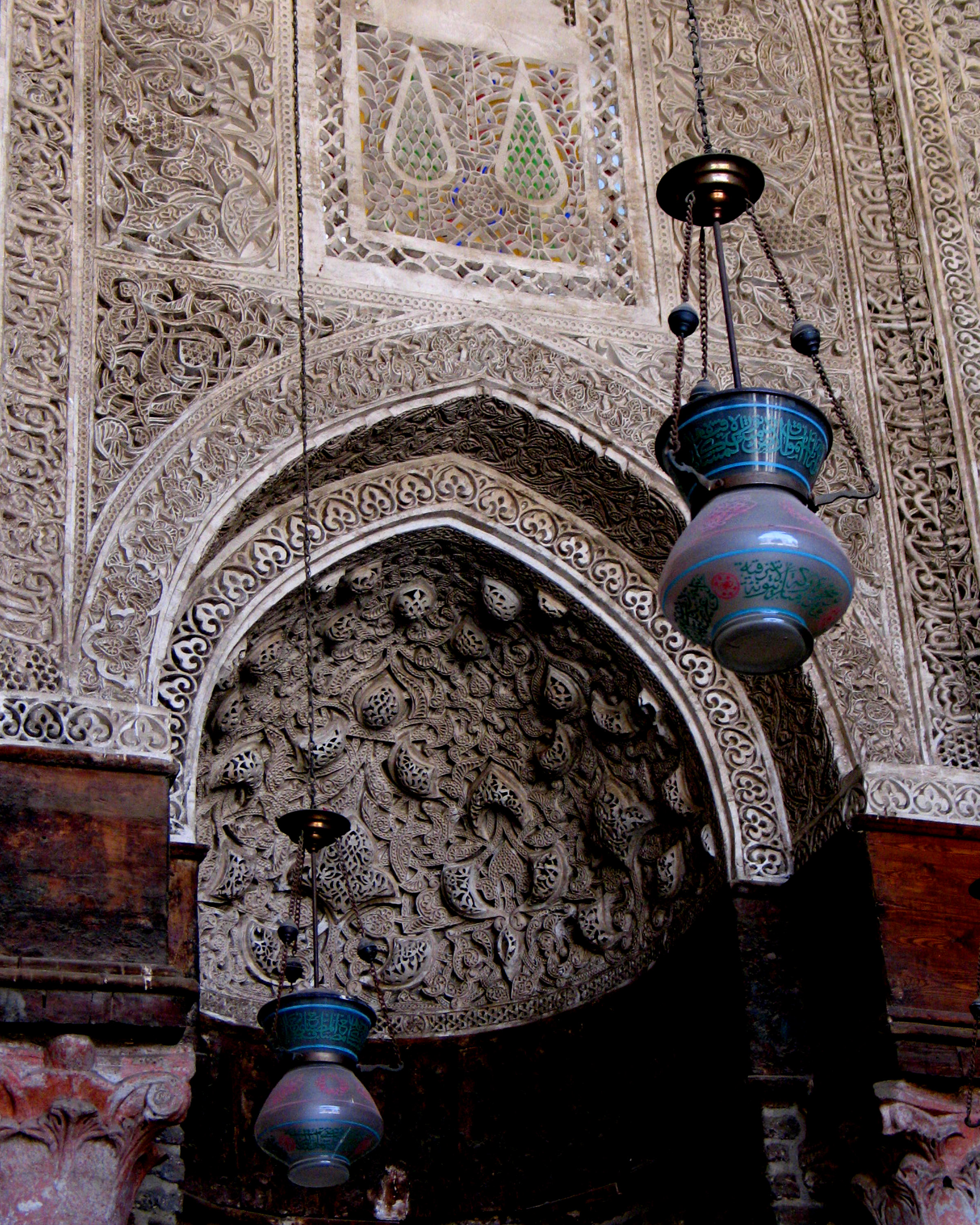
Міхраб у медресе ан-Насіра Мухаммеда

Медресе ан-Насіра Мухаммада розташоване поруч із комплексом мавзолеїв його батька, султана Калавуна, і пізнішого султана Баркука, в каїрському районі Байн аль-Касрайн.
Стіни викладені з цегли, зовні та всередині мають ліпнину та написи.
Медресе ан-Насіра Мухаммада — одне з трьох медресе в Каїрі, де розміщувалися всі чотири сунітські школи юриспруденції.
У медресе зберся останній ліпний міхраб (ніша, що вказує напрямок молитви) в Єгипті, унікальний своїми піднятими, яйцеподібними ліпними виступами у високому рельєфі з штампованим орнаментом, що прикрашає капот міхрабу.
Стиль дуже нагадує ліпнину, що виготовлялася в Тебрізі, Іран під правлінням монгольських Ілханідів, і історики припускають, що її створили художники з монгольського Ірану або Тебрізу. Окрім міхрабу, в інтер'єрі будівлі ан-Насіра Мухаммада збереглося порівняно мало прикрас.
Купольний мавзолей відділений від медресе головним вхідним коридором. Через головний вхідний коридор видно вікна в медресе та мавзолей. Це, по суті, таке ж планування, як мавзолей-медресе Султана Калавуна (його батька) по сусідству.
Купол мавзолею впав у 1870 році і ніколи не був замінений, залишивши лише барабан купола, який видно сьогодні. Простий дерев'яний дах тепер покриває простір, який колись покривав купол.

### Портал

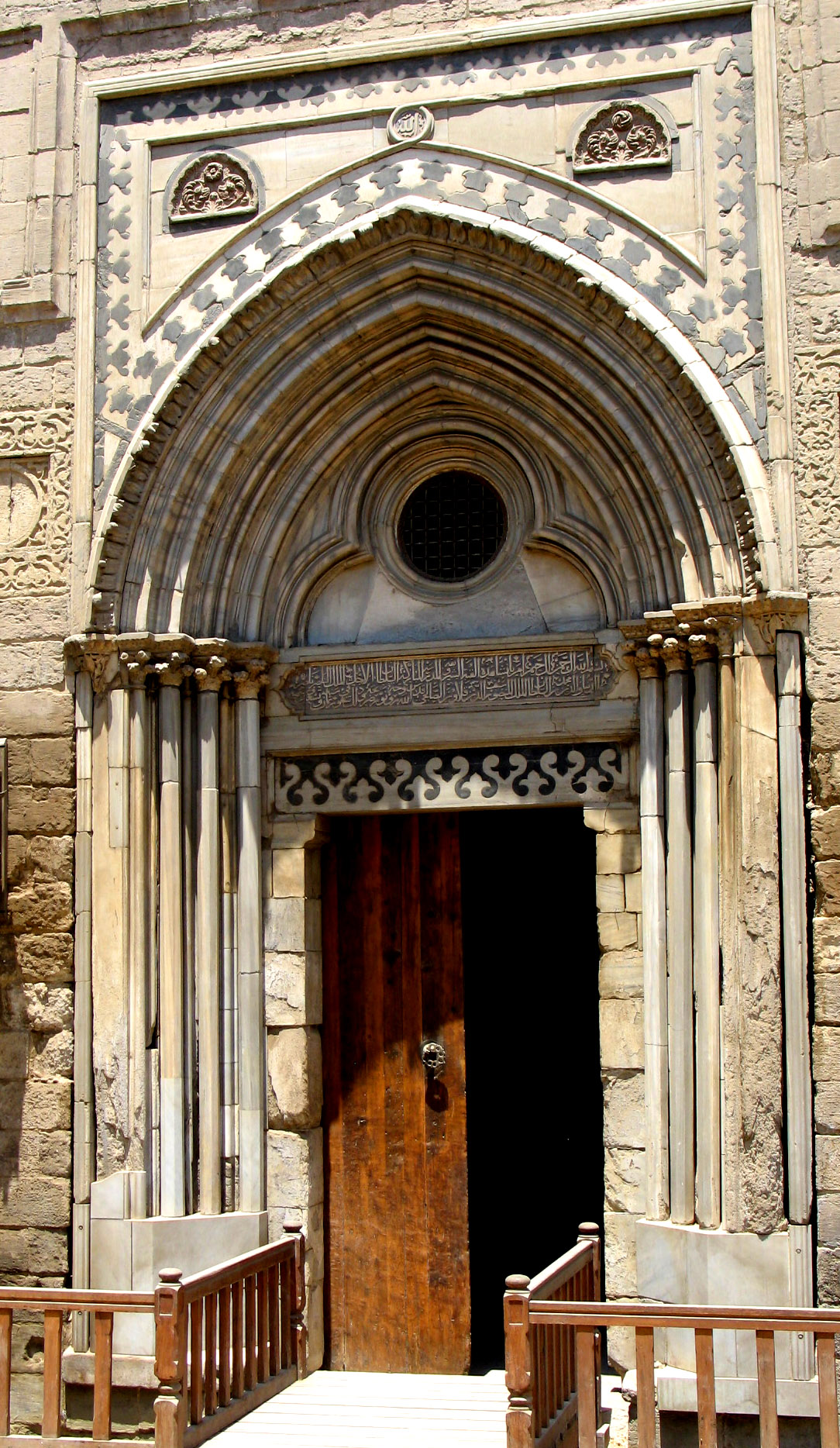
Готичний портал медресе, сполія з церкви в Акко

Найбільш унікальним аспектом медресе ан-Насіра Мухаммада є його готичний мармуровий портал, придбаний з церкви в місті Акко після перемоги аль-Ашрафа Халіла над хрестоносцями в 1291 році.
Портал «складається зі стрільчастої арки з потрійним заглибленням, фланкованим трьома тонкими колонами з кожного боку». У верхній частині арки написано «Аллах».
Аль-Макрізі високо оцінив цей портал за його майстерність, сказавши, що «його ворота є одними з найдивовижніших речей, створених синами Адама, оскільки вони зроблені з одного шматка білого мармуру, дивовижної форми та високої майстерності». Хоча в мечетях і медресе в Каїрі є кілька інших видатних порталів, ці ворота мають історичне значення, виступаючи як трофей за перемогу мусульман над хрестоносцями.

### Мінарет

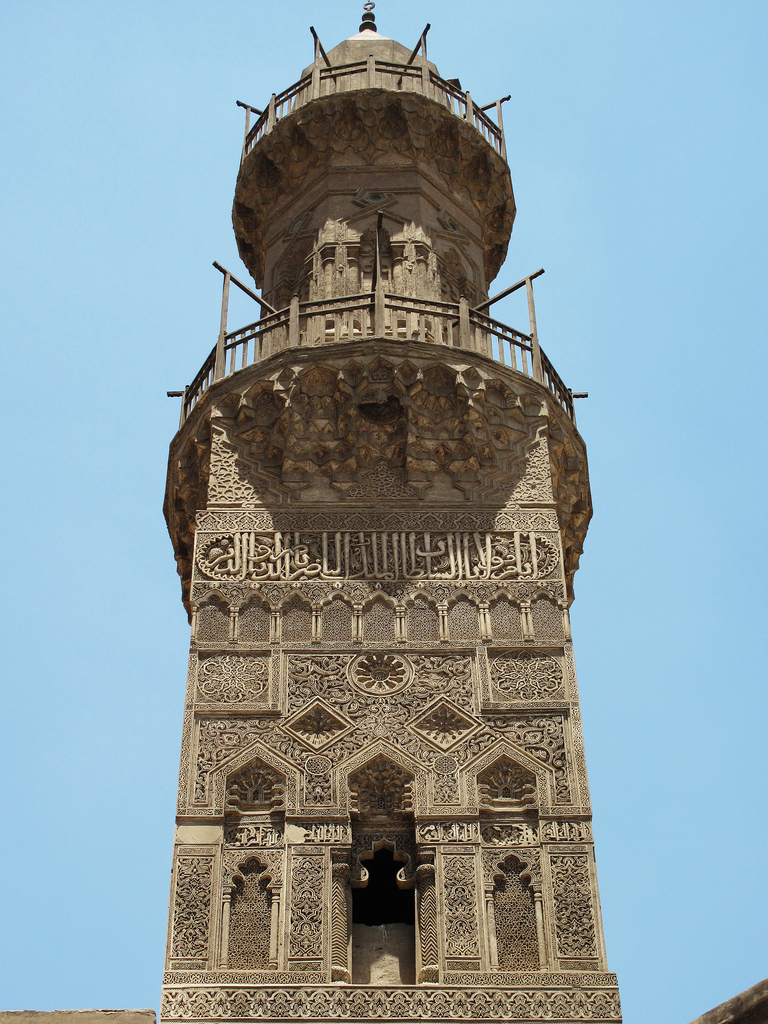
Мінарет медресе ан-Насіра Мухаммеда

Високо стилізовані ліпнини на нижній прямокутній частині цього мінарету додають ще один елемент унікальності медресе ан-Насіра Мухаммада. Це один із небагатьох збережених ліпних мінаретів у Каїрі, який включає в себе прикраси медальйонів, ніш у формі кіля та секцій, наповнених геометричними та рослинними візерунками.
Медальйони та ніші з кілевими дугами схожі на раніші фатимідські та айюбідські прикраси, а квіткові візерунки характерні для ліпнини цього періоду. Деякі з геометричних візерунків нагадують ті, що використовувалися в міхрабі мечеті Аль-Азхар. Куфічний напис лінією проходить через нижню декоративну аркаду, тоді як великий напис шрифтом Тулут увінчує верхню частину прямокутної секції, трохи нижче балкона зі скульптурними мукарнами, і містить ім'я ан-Насіра Мухаммада.
Мінарет також незвичайний тим, що він був побудований безпосередньо над вхідним порталом і на верхній частині коридору головного входу, дизайнерське рішення, яке було рідкісним для мамлюкскої архітектури, яка зазвичай розміщувала мінарети на власних твердих опорах осторонь від входу, щоб забезпечити більшу стабільність.
Лише нижня прямокутна частина є оригінальною, другий поверх, швидше за все, додав султан Інал, оскільки він нагадує інший кам'яний мінарет, який він побудував на своє ім'я. Верхня частина над нею, ймовірно, належить до періоду Османської імперії.

### Галерея

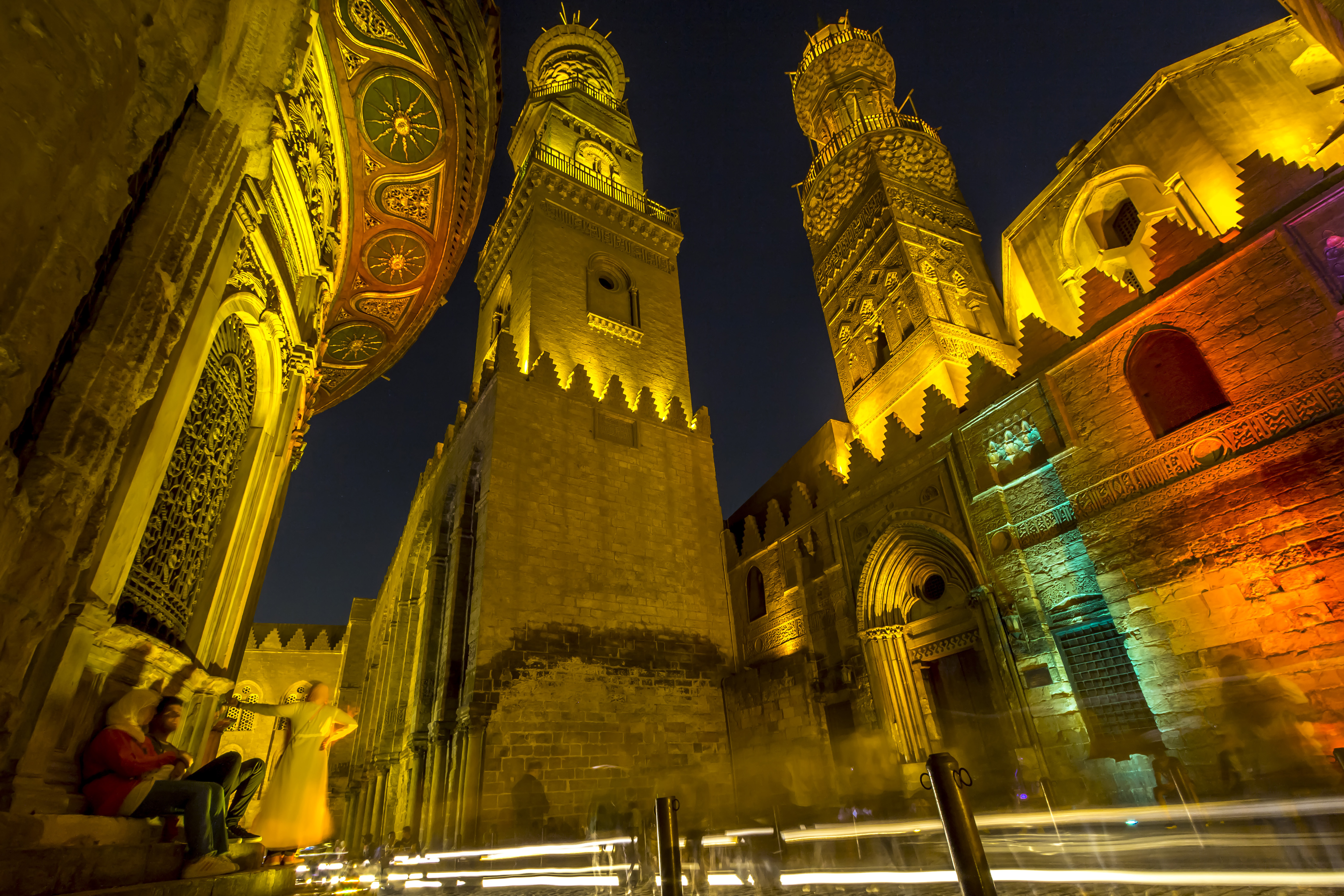
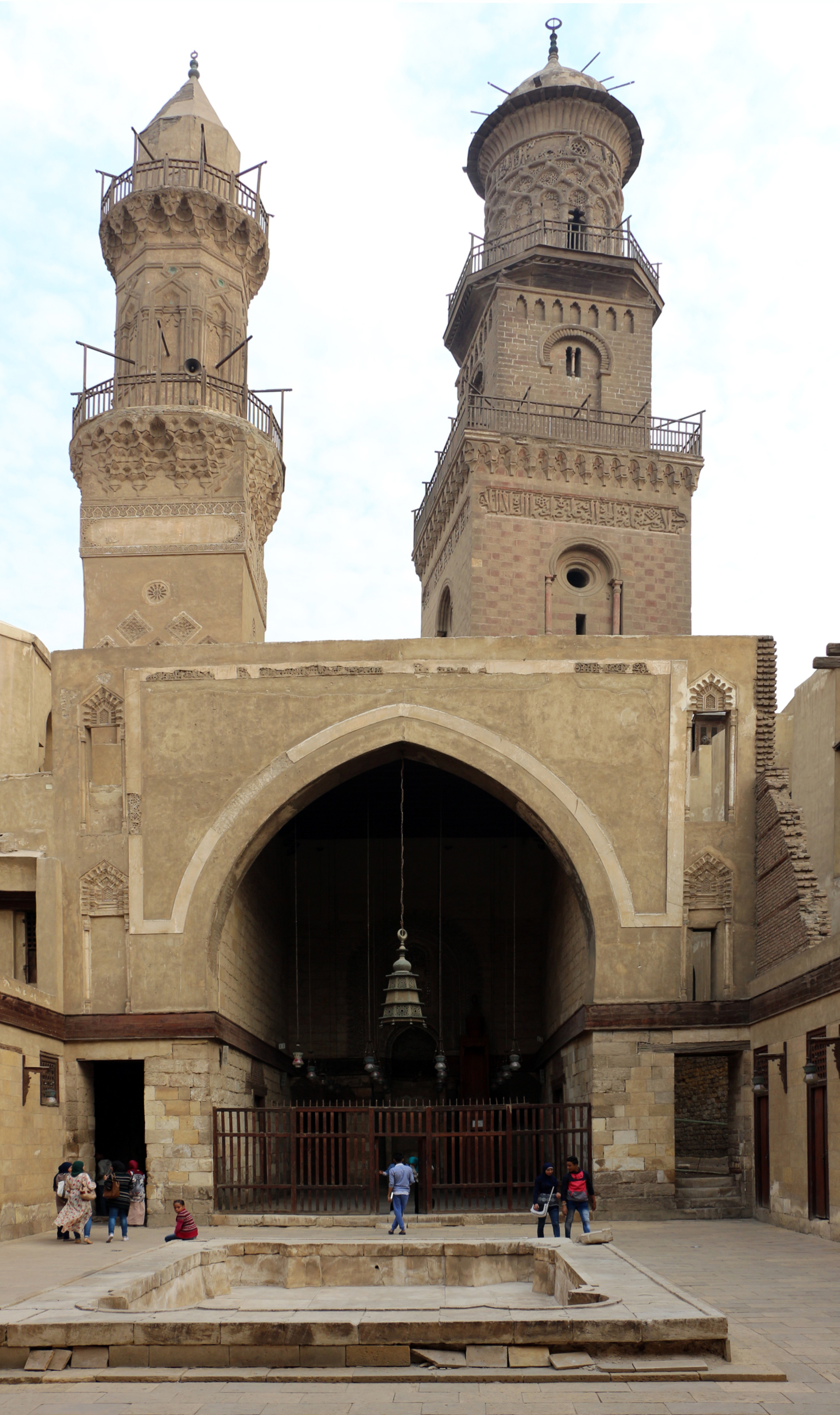